# Осма офанзива (ТВ серија)
Осма офанзива је југословенска телевизијска серија снимљена 1979. године у копродукцији ТВ Сарајево и ТВ Београд по романима Бранка Ћопића "Осма офанзива" и "Не тугуј бронзана стражо". Серију је режирала Соја Јовановић, а сценарио написали Бранко Ћопић и Арсен Диклић.
Сцене које приказују банатско село снимане су у Српском Итебеју.

## Улоге
| Глумац           | Улога                              |
| ---------------- | ---------------------------------- |
| Јосип Пејаковић  | Пепо Бандић (8 епизода)            |
| Ђорђе Пура       | Јовандека Бабић (8 еп.)            |
| Крунослав Шарић  | командант Стојан Старчевић (7 еп.) |
| Бранко Личен     | Стојан Глогињар (7 еп.)            |
| Жарко Радић      | Војкан Стевандић (7 еп.)           |
| Милан Штрљић     | Миланче Швалер (7 еп.)             |
| Дана Курбалија   | баба Јека Јовандекина (7 еп.)      |
| Миралем Зупчевић | комесар Сејдо (6 еп.)              |
| Адем Чејван      | Станко Веселица (6 еп.)            |
| Сава Дамјановић  | Саво Шкоро (6 еп.)                 |
| Радмила Плећаш   | Смиља (6 еп.)                      |
| Боро Стјепановић | Мима Јероглавац (5 еп.)            |
| Владо Керошевић  | Бањац Марушкин (5 еп.)             |
| Славко Михачевић | Шпиркан Узелац (5 еп.)             |
| Весна Пећанац    | Јока Пепе Бандића (5 еп.)          |
| Јадранка Стилин  | Марушка Вучица (5 еп.)             |
| Драгана Ерић     | удовица Ђука (4 еп.)               |
| Татјана Кецман   | ћерка Стојана Глогињара (4 еп.)    |
| Раденко Остојић  | Раде Зјакало (4 еп.)               |

Остале улоге ▼
| Глумац                  | Улога                        |
| ----------------------- | ---------------------------- |
| Никола Ковач            | крчмар Нико (3 епизоде)      |
| Лазар Брусина           | Бирташ (3 еп.)               |
| Хусеин Чокић            | Ђуро Узелац (3 еп.)          |
| Раде Грбић              | Ђурађ Бандић (3 еп.)         |
| Марија Кнежевић         | Милица Шкоро (3 еп.)         |
| Маринко Шебез           | Дика Ђилкош (3 еп.)          |
| Јелисавета Сека Саблић  | чистачица Драгица (2 еп.)    |
| Азра Ченгић             | секретарица Зденка (2 еп.)   |
| Тома Курузовић          | ујак Рожљика (2 еп.)         |
| Бакир Беширевић         | Мирко Старчевић (2 еп.)      |
| Новак Билбија           | (2 еп.)                      |
| Ранко Гучевац           | (2 еп.)                      |
| Никола Јурин            | (2 еп.)                      |
| Иван Марковић           | Паја Ердељан (2 еп.)         |
| Драгослав Радоичић Бели | одборник Баја (2 еп.)        |
| Милорад Спасојевић      | (2 еп.)                      |
| Неда Спасојевић         | Ружа Старчевић (2 еп.)       |
| Дамир Бадњевић          | Милан Старчевић (1 еп.)      |
| Сафет Башагић           | Осман Бабић (1 еп.)          |
| Бора Дрљача             | певач - солиста (1 еп.)      |
| Слободан Колаковић      | железничар (1 еп.)           |
| Изеле Корољ             | Дикин пратилац Мађар (1 еп.) |
| Раде Марјановић         | милиционер (1 еп.)           |
| Михајло Бата Паскаљевић | машиновођа (1 еп.)           |
| Божидар Павићевић Лонга | један Крајишник (1 еп.)      |
| Миленко Павлов          | милиционер 2 (1 еп.)         |
| Будимир Пешић           | милиционер 1 (1 еп.)         |
| Веселинка Плахин        | Соса (1 еп.)                 |
| Будимир Шаренац         | младожења Херцеговац (1 еп.) |
| Јадранка Селец          | балерина (1 еп.)             |
| Олга Станисављевић      | цвећарка (1 еп.)             |

Комплетна ТВ екипа ▼
| Редитељ                   | Соја Јовановић          | (8 епизода)                     |
| Сценариста                | Бранко Ћопић            | (8 еп.)                         |
| Сценариста                | Арсен Диклић            | (8 еп.)                         |
| Композитор                | Војислав Симић          | (непознат број епизода)         |
| Директор фотографије      | Ненад Јовичић           | (8 еп.)                         |
| Монтажер                  | Радмила Николић         | (непознат број епизода)         |
| Сценограф                 | Миомир Денић            | (7 еп.)                         |
| Уметнички директор        | Миладин Аранђеловић     | (8 еп.)                         |
| Уметнички директор        | Вера Јовичић            | (8 еп.)                         |
| Декоратер сцене           | Здравко Благојевић      | (8 еп.)                         |
| Декоратер сцене           | Халид Патковић          | (8 еп.)                         |
| Костимограф               | Данка Павловић          | (8 еп.)                         |
| Одсек за шминку           | Вера Рашић              | шминкерка (8 еп.)               |
| Одсек за шминку           | Радмила Тодоровић       | шминкер (8 еп.)                 |
| Менаџер продукције        | Александар Крстић       | директор филма (8 еп.)          |
| Менаџер продукције        | Драгослав Радоичић Бели | вођа снимања (8 еп.)            |
| Помоћник режије           | Чедомир Љубиша          | други помоћник редитеља (8 еп.) |
| Помоћник режије           | Раденко Остојић         | 1. помоћник редитеља (8 еп.)    |
| Уметнички одсек           | Бранко Јакшић           | сценски реквизитер (8 еп.)      |
| Уметнички одсек           | Стојадин Луковић        | сет дизајнер (8 еп.)            |
| Уметнички одсек           | Јован Радић             | сет дизајнер (8 еп.)            |
| Уметнички одсек           | Веселин Станојевић      | сценски реквизитер (8 еп.)      |
| Одсек за звук             | Радмила Николић         | тонска обрада (8 еп.)           |
| Одсек за звук             | Иван Закић              | тон мајстор (8 еп.)             |
| Одсек за камеру и расвету | Халид Авдибеговић       | сценски мајстор (8 еп.)         |
| Одсек за камеру и расвету | Владета Ђорђевиц        | први асистент камере (8 еп.)    |
| Одсек за камеру и расвету | Асим Хусиц              | техничар за осветљење (8 еп.)   |
| Одсек за камеру и расвету | Зоран Јолиц             | пратилац камере (8 еп.)         |
| Одсек за камеру и расвету | Адил Лело               | сценски мајстор (8 еп.)         |
| Одсек за камеру и расвету | Мисо Мухамед            | техничар за осветљење (8 еп.)   |
| Одсек за камеру и расвету | Исмет Мусић             | сценски мајстор (8 еп.)         |
| Одсек за камеру и расвету | Мухамед Тахмисдзија     | техничар за осветљење (8 еп.)   |
| Одсек за камеру и расвету | Божидар Тимотијевић     | техничар за осветљење (8 еп.)   |
| Одсек за камеру и расвету | Боривоје Животић        | техничар за осветљење (8 еп.)   |
| Одсек за костим           | Гордана Анђелковић      | асистент костимографа (8 еп.)   |
| Одсек за костим           | Емира Калиман           | гардеробер (8 еп.)              |
| Одсек за костим           | Вукашин Томовић         | гардеробер (8 еп.)              |
| Остала екипа              | Рахела Леви             | секретар продукције (8 еп.)     |
| Остала екипа              | Нада Недељковић         | секретар режије (8 еп.)         |